# Daniel Velasques
Daniel Roger Vélasquez, född den 11 december 1943 i Sainte-Marie-aux-Mines, Frankrike, är en fransk friidrottare inom kortdistanslöpning.
Han tog OS-brons på 4 x 400 meter vid friidrottstävlingarna 1972 i München. 